# 安井哲章
安井 哲章（やすい てっしょう）は、日本の法学者。中央大学教授。専門は刑事訴訟法。警察政策学会、日本被害者学会、日本刑法学会所属。

## 略歴
山口県出身。
2000年3月　中央大学法学部卒業。
2005年3月　中央大学大学院法学研究科博士後期課程修了。博士（法学）。
桃山学院大学専任講師を経て、
2007年4月-2014年3月　中央大学法学部准教授
2014年4月-　同大法学部教授。

## 著書
- 刑法各論30講 成文堂(2006)
- よくわかる刑事訴訟法 ミネルヴァ書房(2009)
- ブリッジブック裁判法【第2版】信山社(2010)
- 判例講義刑事訴訟法 悠々社(2012)
- プロセス講義刑事訴訟法 信山社(2016)

## 論文
- コンスピラシーとテロ等準備罪刑事法ジャーナル　成文堂(2018)
- 文書の保護と自己負罪拒否特権刑法雑誌　日本刑法学会(2018)
- Minnesota v. Olson, 495 U.S. 91 (1990)米国刑事判例の動向日本比較法研究所(2018)
- 単著 捜索差押えの対象の特定法学教室 有斐閣(2019)
- 単著 強制処分と妨害排除効研修 誌友会(2019)